# Olycksfågeln (TV-film)
Olycksfågeln är en TV-film i två delar som bygger på romanen Olycksfågeln av Camilla Läckberg. Den spelades in vintern/våren 2009 i Fjällbacka. 

## Handling
Samma dag som Tanumshedepolisen får en ny medarbetare, Hanna Kruse, får de ett larm om en singelolycka med dödlig utgång. Polisen tror först på rattfylla eftersom den döda hade en kraftig mängd alkohol i blodet. Men det visar sig att offret redan var död när hon krockade. Någon har förgiftat henne. Samtidigt som polisen har fullt upp med mordutredningen planerar Patrik och Erica sitt bröllop.
Filmen visades i två delar i SVT1 den 1 och 2 januari 2010. Första avsnittet hade 1 950 000 tittare.
I Göteborgs-Posten ansåg Johanna Hagström att det var en seg historia och att särskilt första delen var ett "håglöst staplande av scener".
Camilla Läckberg medverkade som statist i första scenen där hon sätter sig i en Volvo Amazon.

## Rollista
- Elisabet Carlsson – Erica Falck
- Niklas Hjulström – Patrik Hedström
- Sven-Åke Gustavsson – Bertil Mellberg
- Jonas Karlström – Martin Molin
- Lia Boysen – Hanna Kruse
- Michelle Hedberg – Hanna, barn
- Nelli Hellström – Hanna, tonåring
- Christer Fjällström – Gösta Flygare
- Lotta Karlge – Annika Jansson
- Jimmy Lindström – Lars Kruse
- Albin Lagerberg – Lars, barn
- Christoffer Hedén – Lars, tonåring
- Carina Söderman – Sigrid Jansson
- Aliette Opheim – Vanessa
- Adam Lundgren – Ulf
- Sofia Pekkari – Jonna
- Lennart R Svensson – Jan Gradenius
- Rodrigo Pozo Vizcarra – Jorge
- Lena B. Eriksson – Rosemarie
- Anna Bjelkerud – Kerstin
- Henrik Norlén – Ola Jansson
- Per Öhagen – Tomas
- Adam Dimmheed – Rasmus, tonåring
- Maria Hörnelius – Hedda
- Juan Rodriguez – Silvio Mancini